# Аремберг
Аремберг (њем. Aremberg) општина је у њемачкој савезној држави Рајна-Палатинат. Једно је од 74 општинска средишта округа Арвајлер. Према процјени из 2010. у општини је живјело 233 становника. Посједује регионалну шифру (AGS) 7131005.

## Географски и демографски подаци
Аремберг се налази у савезној држави Рајна-Палатинат у округу Арвајлер. Општина се налази на надморској висини од 530 метара. Површина општине износи 9,6 km². У самом мјесту је, према процјени из 2010. године, живјело 233 становника. Просјечна густина становништва износи 24 становника/km².